# Alexandre Soares dos Santos
Elísio Alexandre Soares dos Santos (* 23. September 1935 in Porto; † 16. August 2019) war ein portugiesischer Unternehmer.

## Leben
Nach dem Abitur am Colégio Almeida Garrett in seiner Heimatstadt Porto begann er ein Jurastudium an der Universität Lissabon, das er abbrach. Er wurde danach für den Unilever-Konzern tätig. Während seiner internationalen Aufgaben für Unilever, die ihn nach Irland und auch nach Deutschland brachten, wurde er 1968 Marketing-Direktor von Unilever Brasil. 1969 war er in der Funktion in Brasilien, als sein Vater starb. Dieser war Präsident der Jerónimo-Martins-Unternehmensgruppe, zu dessen Verwaltungsrat Alexandre Soares dos Santos seit 1968 gehörte. Er kehrte daraufhin nach Portugal zurück und übernahm später die Leitung als CEO von 1996 bis 2013, als er zurücktrat. Die Firmengruppe kam weitgehend intakt durch die ökonomischen Turbulenzen nach der Nelkenrevolution 1974.
Ende der 1980er Jahre brachte er das Unternehmen an die Börse, erwarb verschiedene andere Unternehmen der Lebensmittelbranche (darunter Iglo und Feira Nova), und expandierte nach Großbritannien, Niederlande und vor allem nach Polen, wo Jerónimo Martins mit seinen lokalen Marken (v. a. Biedronka) Marktführer im Lebensmittelhandel war.
Soares dos Santos galt 2012 mit einem geschätzten Vermögen von 2,2 Mrd. Euro als reichster Portugiese, gefolgt vom bisherigen Spitzenreiter Américo Amorim.
2009 gründete Soares dos Santos die nach seinem Vater benannte Stiftung Fundação Francisco Manuel dos Santos, die sich den Themen Chancengleichheit, Demokratie und Zivilgesellschaft in Portugal widmet. Er war Träger des Ordens des Infanten Dom Henrique im Großkreuz-Rang, des Ordens für Verdienst und Ordens für Verdienste um Landwirtschaft und Gewerbe.
Soares dos Santos war ab 1957 mit Maria Teresa Canas Mendes da Silveira e Castro verheiratet. Sie hatten sieben Kinder, von denen zwei bereits in Gremien der Unternehmensführung sind. Sie hatten 18 Enkel (2012).